# Collins John H. Baronett
Collins John H. Baronett (* 1829 in Glencoe, Schottland; † 1901 in Tacoma, Washington, USA), Jack Baronett oder Yellowstone Jack genannt, war ein US-amerikanischer Pionier, Scout, Goldsucher, Seemann und Soldat. Von einem Reisenden, den Baronett führte, wurde er als Mann von mittlerer Statur und mit breiten Schultern beschrieben, der eine milde und freundliche Art hatte.

## Baronetts Reisen
Baronett wuchs in Schottland auf. Sein Vater war Seefahrer und nahm ihn zu etlichen Reisen mit. In jungen Jahren arbeitete Baronett selbst als Seemann, musterte aber 1850 in China ab. Von dort schlug er sich nach Kalifornien durch, wo er sich am Goldrausch beteiligte. Nach kurzer Zeit zog er weiter nach Australien und Afrika, immer auf der Suche nach Gold. Als zweiter Steuermann eines Walfänger-Schiffes nahm er anschließend an einer Reise in die Arktis teil. Von dort kehrte er 1855 nach Kalifornien zurück, diente eine Weile im Mormonen-Krieg als Kurier unter General Albert Sidney Johnston und suchte anschließend erneut nach Gold. Wenig später brach der Amerikanische Bürgerkrieg aus. Baronett sympathisierte mit den Südstaaten und schloss sich der First Texas Cavalry an. Noch vor Ende des Krieges zog er nach Mexiko, um den Franzosen unter Kaiser Maximilian I. zu dienen.

## Yellowstone Jack
1864 ließ sich Baronett im Gebiet des oberen Yellowstone Rivers im Norden der USA nieder, um nach Gold zu suchen. Den Winter 1866/67 verbrachte er im Fort C.F. Smith. Zusammen mit anderen Männern wagte er sich durch das Gebiet der Lakota-Indianer, die den nördlichsten Außenposten der US-Armee an der Bozeman-Straße vom Nachschub abgeschnitten hatten. Die Gruppe mit Baronett fand die Männer des Außenpostens beinahe verhungert vor und gab ihnen die nötige Hilfe.
Nach diesem Einsatz führte ihn sein Dienst als Scout unter George Armstrong Custer in die Black Hills im Gebiet des heutigen US-Bundesstaates South Dakota.
Im Herbst 1870 war Baronett in Helena (Montana), als dort eine Belohnung in Aussicht gestellt wurde für die Rettung von Truman Everts, der sich während der Washburn-Langford-Doane-Expedition im Yellowstone-Gebiet verirrt hatte. Es gelang Baronett, Everts als erster zu finden und zu retten. Die versprochene Belohnung verweigerte der ausschreibende Judge Lawrence  ein Geschatfspartner eines der Expeditionsteilnehmer wie auch Everts selbst ihm allerdings. 
Stattdessen vernahm Baronett, dass beim Clarks Fork Gold gefunden worden war. Er reagierte unverzüglich und baute 1871, in der Nähe des Lamar Rivers im heutigen Yellowstone-Nationalpark die erste Holzbrücke über den Yellowstone River. Sie wurde zu einem wichtigen Übergang für die Goldsucher. Baronett betrieb sie etliche Jahre gebührenpflichtig. Oft überließ er die Brücke der Obhut anderer und führte Jagdgruppen oder militärische Truppen durch das Yellowstone-Gebiet oder suchte selbst nach Gold.
Nachdem in der Region um Bozeman (Montana) vermehrt Pferde gestohlen worden waren, wurde Baronett zum Deputy Marshal von Bozeman ernannt. Zusammen mit Soldaten und zivilen Männern gelang es ihm, einen Teil der Diebesbande zum Jackson Hole zu treiben. Ein Pferdedieb wurde erschossen, fünfzig Pferde zurückerbeutet.
1877 half er P.W. Norris, die Knochen von George A. Custers Scout Charley Reynolds zu bergen, der in der Schlacht am Little Bighorn River ums Leben gekommen war. Im selben Jahr flüchteten die Nez-Percé-Indianer unter Chief Joseph vor der US-Armee durch den Yellowstone-Nationalpark und brannten dabei Baronetts Brücke nieder. Im Herbst 1878 bauten Baronett und Norris die Brücke wieder auf.
Inzwischen galt Baronett als ausgezeichneter Kenner des Yellowstone-Gebietes. 1878 wurde eine Bergspitze entlang des Weges zum nordöstlichen Parkeingang nach ihm Barronette Peak benannt. 1883 führte er eine Gruppe mit General Philip Sheridan, der im Bürgerkrieg auf feindlicher Seite gekämpft hatte, und US-Präsident Arthur durch den neu gegründeten Yellowstone-Nationalpark. Auf dem Rückweg machten sie in Baronetts Hütte bei der Brücke Halt, um sich auszuruhen.
Baronett heiratete am 14. März 1884 in Bozeman Marion A. Scott von Emigrant Gulch. Sie arbeitete später als Postamtvorsteherin in Mammoth Hot Springs, dem Verwaltungsort des Parkes.
Am 20. August 1886 wurde Baronett erster offizieller Park-Scout. Er führte diesen Dienst bis zum 30. Juni 1887 aus.

## Lebensabend
1894 wurde Baronetts Brücke, in die er bislang 15.000 US-Dollar investiert hatte, vom Staat übernommen. Baronett prozessierte dagegen. Letztlich sprach ihm der US-Kongress eine Entschädigung von 5.000 US-Dollar zu; die Anwaltskosten alleine waren Baronett allerdings auf 6.000 US-Dollar zu stehen gekommen. Die Entschädigung verwendete er für eine Expedition nach Nome in Alaska während der letzten Züge des dortigen Goldrausches. Im arktischen Eis verlor er seinen Schoner; Gold fand er keines. In der Folge verschlechterte sich seine Gesundheit rapide. 1901 starb er mittellos in Tacoma, Washington.